# Overtraining
Overtraining ontstaat wanneer de belasting die het lichaam door fysieke training wordt opgelegd groter is dan het noodzakelijk herstel. Het kan voorkomen bij zowel kracht- als duursporters.

## Ontstaan
Na elke training heeft het lichaam de tijd nodig om te herstellen van de geleverde inspanning. Na enige tijd zal het lichaam iets meer herstellen dan het oorspronkelijke uitgangsniveau. Deze eigenschap van het menselijk lichaam om zo op lange termijn beter aangepast te zijn aan nieuwe omstandigheden wordt supercompensatie genoemd. Om supercompensatie te bereiken moet het lichaam door middel van rust voldoende de tijd hebben gekregen voor het herstel. Indien te vroeg in de herstelfase een nieuwe trainingsprikkel wordt gegeven, die hetzelfde fysiologische mechanisme aanspreekt, dan zal het herstel langer duren. Als een trainingsprogramma zodanig in elkaar zit dat de trainingsprikkels elkaar te snel in de tijd opvolgen, dan zal op een gegeven moment overtraining ontstaan.

## Symptomen
Als iemand overtraind is, zal het lichaam zich over het algemeen continu in een actieve staat bevinden. Zo probeert het te herstellen van de schade die is opgelopen. Deze actieve staat kan zich uiten in een hoge rustpols, slapeloosheid, een slechte eetlust en gewichtsverlies. Daaraan gekoppeld is dan vaak een verslechterde motivatie en humeur te constateren. Spieren doen vaak zeer en voelen stijf aan. Overige symptomen zijn bijvoorbeeld duizeligheid en zweetaanvallen.

## Behandeling en preventie
Indien er sprake is van overtraining, zijn rust en het verlagen van de trainingsintensiteit de enige remedies. Daarnaast dient het trainingsschema nader bekeken te worden, en daar waar nodig dient er een betere periodisering toegepast te worden. Ook de leefwijze van de sporter en diens persoonlijke omstandigheden spelen een rol. De leefwijze, bijvoorbeeld de eetgewoontes, heeft grote invloed op het herstelvermogen van het lichaam. Daarnaast kunnen persoonlijke omstandigheden zoals stress, ziekte of psychische spanningen leiden tot een verlaagde herstelfunctie van het lichaam.
Een goed trainingsprogramma houdt rekening met deze persoonlijke omstandigheden en is zo opgebouwd, dat de verschillende hersteltijden van de diverse fysiologische mechanismen goed op elkaar zijn afgestemd.